# ТЕС Західні гори
ТЕС Західні гори — теплова електростанція на заході в Лівії, розташована на південно-західній околиці містечка Аль-Хавамід, під обривом плато Західних гір, яке нависає над прибережною рівниною.
У середині 2000-х років на майданчику станції ввели в експлуатацію чотири встановлені на роботу у відкритому циклі газові турбіни виробництва індійської компанії BHEL типу V94.2 потужністю по 150 МВт.
Незадовго до того поряд з майбутньою ТЕС пройшла траса газопроводу Аль-Вафа — Мелліта, який забезпечує станцію паливом з одного з найбільших родовищ країни Аль-Вафа, що розробляється за кількасот кілометрів на південь у басейні Гадамес.